# Creston (Nebraska)
Creston é uma vila localizada no estado americano de Nebraska, no Condado de Platte.

## Demografia
Segundo o censo americano de 2000, a sua população era de 215 habitantes.
Em 2006, foi estimada uma população de 217, um aumento de 2 (0.9%).

## Geografia
De acordo com o United States Census Bureau, a localidade tem uma área de 0,5 km², sem área coberta por água. Creston localiza-se a aproximadamente 495 m acima do nível do mar.

## Localidades na vizinhança
O diagrama seguinte representa as localidades num raio de 20 km ao redor de Creston.